# Economia de Surinam

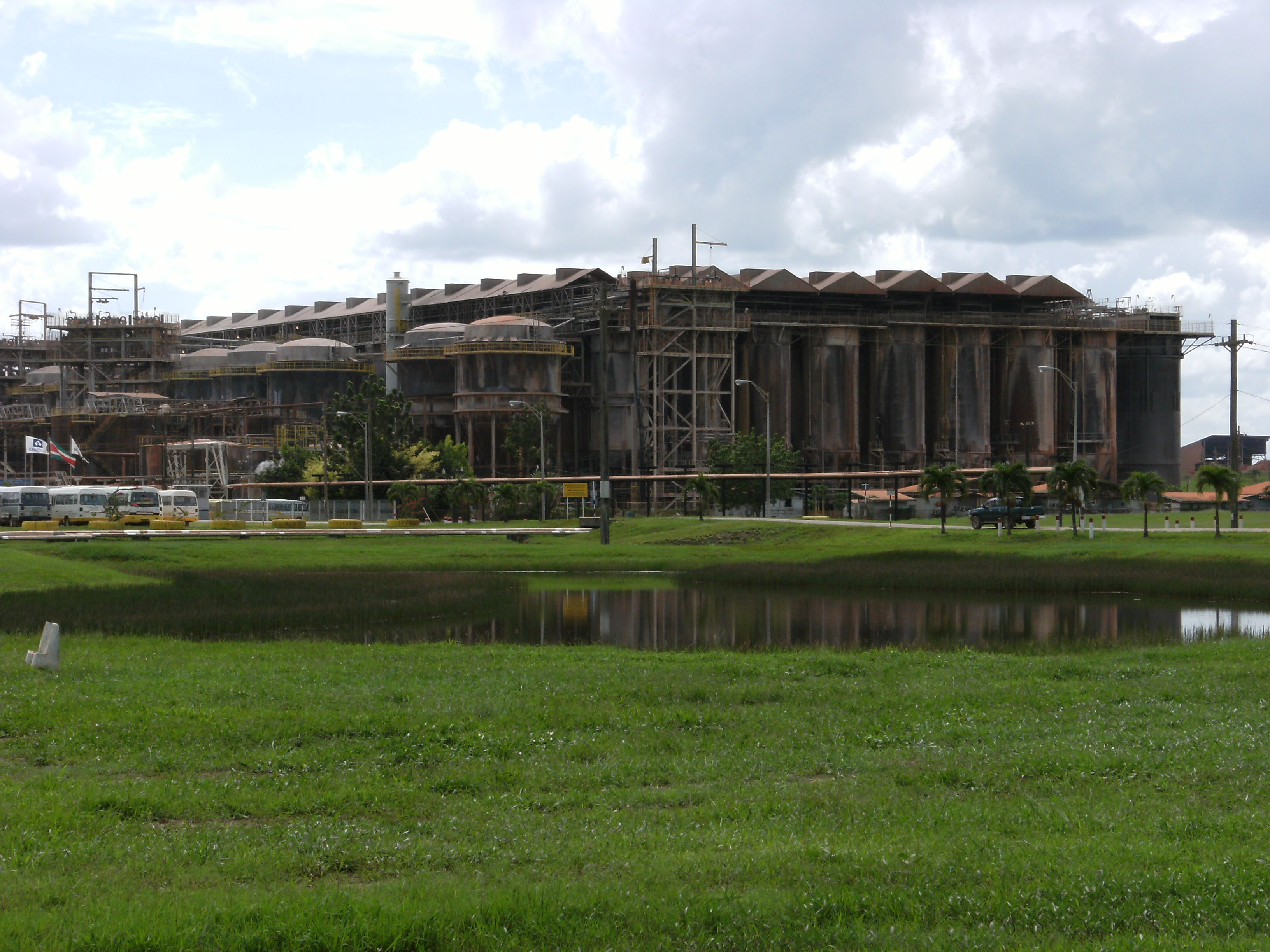
Fàbrica de alumini nel Surinam.

L'economia de Surinam és basada en l'extracció d'alúmina, or i petroli, responsables per 85% de les exportacions i el 25% dels ingressos governamentals. Això deixa l'economia del país extremament vulnerable a la variació de preus internacionals.
L'any 2000, Ronald Venetiaan va assumir una vegada més el govern i va trobar una inflació de més de 100% a l'any, i un dèficit fiscal creixent. Ell ràpidament va implantar un programa d'austeritat, va elevar les taxes d'interès, va buscar reduir la despesa pública i va controlar la inflació.
En 2005, Surinam, al costat d'altres països de la regió, va subscriure un acord energètic amb Veneçuela denominat Petrocaribe, a través del qual les condicions per adquirir petroli i derivats són més convenients. En 2007 i 2008 el creixement va arribar a 6% a l'any, a causa de la inversió estrangera en la producció de petroli i or. No obstant això, l'economia va sofrir retracció el 2009 quan els preus internacionals dels minerals van caure.
Surinam va rebre ajuda per a projectes en la mineria d'or i bauxita dels Països Baixos, Bèlgica, i del Fons Europeu per lo Desenvolupament.